# Национальное представительство Центральной Америки
Национальное представительство Центральной Америки (исп. Representación Nacional de Centroamérica) — конфедерация, образованная в 1849 году Сальвадором, Гондурасом и Никарагуа для унификации определённых аспектов политики этих стран, установления единого представительства для внешнего мира и общих властных институтов.

## Предыстория
В 1837—1840 годах произошёл распад Федеративной Республики Центральной Америки, однако у ряда политиков образовавшихся государств по-прежнему была жива идея о том, что территории, в колониальное время составлявшие вице-королевство Новая Испания, должны продолжать быть единым политическим образованием. В 1842 году была образована Центральноамериканская Конфедерация, но уже к 1845 году она де-факто прекратила своё существование.

## Создание
8 ноября 1849 года на конференции в городе Леон (Никарагуа) представители Сальвадора, Гондураса и Никарагуа подписали пакт о конфедерации. Предполагалось, что в Представительство будут входить по два представителя от каждой страны, избираемые парламентами на четырёхлетний срок, которые будут проводить свои встречи в городе Чинандега (Никарагуа). Планировалось, что у Представительства будут президент и вице-президент, и что его состав будет наполовину обновляться каждые два года.
Подписантами пакта были:
- от имени правительства Гондураса — Фелипе Хареги
- от имени правительства Никарагуа — Грегорио Хуарес
- от имени правительства Сальвадора — Агустин Моралес

## Первые представители
Впервые избранные представители встретились в Чинандеге 9 января 1851 года. От Никарагуа были Пабло Буитраго, Хусто Абаунса и Эрменехильдо Сепеда, от Гондураса — Хосе Мария Герреро де Аркос, от Сальвадора — Хосе Франсиско Баррундиа и Хосе Мария Сильва. Эрменехильдо Сепеда был избран президентом, Хосе Мария Сильва — первым секретарём, Пабло Буитраго — вторым секретарём.

## Существование и распад
Приглашение присоединиться к конфедерации было направлено и Коста-Рике, но она его отвергла. В сентябре 1850 года правительство Гондураса предложило, чтобы все центральноамериканские страны сформировали единую Конституционную Ассамблею, но эта идея не нашла поддержки. В 1851 году произошла война Сальвадора и Гондураса против Гватемалы, завершившаяся победой Гватемалы.
В январе 1852 года власти Гондураса подтвердили своё предложение о создании Конституционной Ассамблеи, которое на этот раз было принято, и с октября она начала проводить свои заседания в Тегусигальпе. Ассамблея одобрила «Национальный Статут Центральноамериканской Республики», и избрала Хосе Тринидада Кабаньяса её президентом, однако Сальвадор и Никарагуа отказались одобрить Статут. Более того, Никарагуа провозгласила себя суверенной республикой, как сделали за несколько лет до этого Коста-Рика и Гватемала, и на попытках юнионистов объединить вновь Центральную Америку на долгое время был поставлен крест.